# Elecciones federales de Canadá de 1882
La elección federal canadiense de 1882 se llevó a cabo el 20 de junio de 1882, para elegir a miembros de la Cámara de los Comunes canadiense del quinto Parlamento de Canadá.
Los conservadores y los liberal-conservadores del primer ministro sir John A. Macdonald conservaron el poder, derrotando al Partido Liberal de Edward Blake.

## Resultados
| |                   |       |     |          |          |          |              |              |              |
| Partido | Partido           | Líder | #   | Asientos | Asientos | Asientos | Voto popular | Voto popular | Voto popular |
| Partido | Partido           | Líder | #   | 1878     | Electos  | Cambios  | #            | %            | Cambios      |
| Conservador | John A. Macdonald | 118   | 83  | 94       | +13.3%   | 143,684  | 27.83%       | -1.67pp      |              |
| Liberal-Conservador | John A. Macdonald | 50    | 46  | 39       | -8.7%    | 64,860   | 12.56%       | -3.22pp      |              |
| Liberal | Edward Blake      | 112   | 57  | 73       | +26.3%   | 160,547  | 31.10%       | +1.95pp      |              |
| Independiente |                   | 7     | 5   | 1        | -80%     | 8,227    | 1.59%        | -1.12pp      |              |
| Nacionalista-Conservador |                   | 1     | -   | 1        | -        | 1,084    | 0.21%        | +0.14pp      |              |
| Independent Liberal |                   | 3     | 2   | 2        | -        | 5,740    | 1.11%        | +0.12pp      |              |
| Independent Conservative |                   | 2     | 2   | 1        | -50%     | 927      | 0.18%        | -            |              |
| Desconocido |                   | 121   | 9   | -        | -100%    | 131,178  | 25.41%       | +4.48pp      |              |
| Total | Total             |       | 414 | 204      | 211      | +4.4%    | 516,247      | 100.0%       | -            |
| Fuentes: http://www.elections.ca -- History of Federal Ridings since 1867 Archivado el 4 de diciembre de 2008 en Wayback Machine. |                   |       |     |          |          |          |              |              |              |

Aclamaciones:
Los siguientes Miembros del Parlamento fueron electos por aclamación;
- British Columbia: 2 Liberal-Conservadores
- Manitoba: 1 Conservador
- Ontario: 2 Conservadores
- Quebec: 11 Conservadores, 1 Independiente Conservador, 4 Liberal-Conservadores, 3 Liberales
- Nuevo Brunswick: 1 Liberal-Conservative, 1 Independent
- Nueva Escocia: 1 Conservador

| ↓           |         |       |
| 133         | 73      | 5     |
| Conservador | Liberal | Otros |